# Polynormande 2011
La 32e édition de la Polynormande s'est déroulée le 31 juillet 2011. Inscrite au calendrier de l'UCI Europe Tour 2011 dans la catégorie 1.1, elle est la onzième épreuve de la Coupe de France 2011.

## Classement final
|    | Coureur            | Équipe                  |    | Temps           |
| -- | ------------------ | ----------------------- | -- | --------------- |
| 1  | Anthony Delaplace  | Saur-Sojasun            | en | 3 h 43 min 36 s |
| 2  | Julien El Fares    | Cofidis                 | +  | 1 min 44 s      |
| 3  | Arnaud Gérard      | La Française des Jeux   |    | m.t.            |
| 4  | Florian Vachon     | Bretagne-Schuller       |    | m.t.            |
| 5  | Mikaël Cherel      | AG2R La Mondiale        | +  | 1 min 48 s      |
| 6  | Tony Gallopin      | Cofidis                 | +  | 4 min 36 s      |
| 7  | Julien Simon       | Saur-Sojasun            |    | m.t.            |
| 8  | Matthieu Ladagnous | La Française des Jeux   |    | m.t.            |
| 9  | Jérôme Cousin      | Europcar                |    | m.t.            |
| 10 | Morgan Kneisky     | Roubaix Lille Métropole |    | m.t.            |